# Ђурђевске песме
Ђурђевске песме су врста обредних народних лирских песама, а певане су на Ђурђевдан (6. мај) и током ђурђевске недеље, посебно на Биљани петак. Певале су их девојке које рано ујутру одлазе у планину и певањем оглашавају свој одлазак. У планини беру лековито биље и мађијске траве. Од убраних трава се плете венац и пева му се песма коју називају ”венчева песма”. Венци су качени на стоку, родно дрвеће или кућна врата, што је у вези са сточарско-аграрним култом. Кроз венце су девојке ”прегледавале” момке, а то је одраз бајаличко-љубавног култа у овим песмама.

## Пример
”Камен мосте, држ' се, не нишајсе,

Сам' да прођем и коња проведем.

Да разбијем леда девет педа,

Да извадим воду испод леда,

Да запојим лењиве девојке

Да запојим младу момчадију,

Кој' не може камен да бацају,

Кој' не може танац да водију,

Кој' не може песму да запоју.”